# Robert Flaherty
Robert Joseph Flaherty (Iron Mountain, Michigan, 16 de febrer de 1884 – Dummerston, Vermont, 23 de juliol de 1951) va ser un cineasta estatunidenc que va dirigir i va produir el primer documental de la història del cinema, Nanuk l'esquimal, el 1922.Va estar casat amb l'escriptora Frances H. Flaherty des de 1914 fins a la seva mort el 1951. Frances va treballar en diverses pel·lícules de Flaherty, i fins i tot va rebre una nominació a l'Oscar al millor guió original per Louisiana Story (1948).

## Biografia i carrera

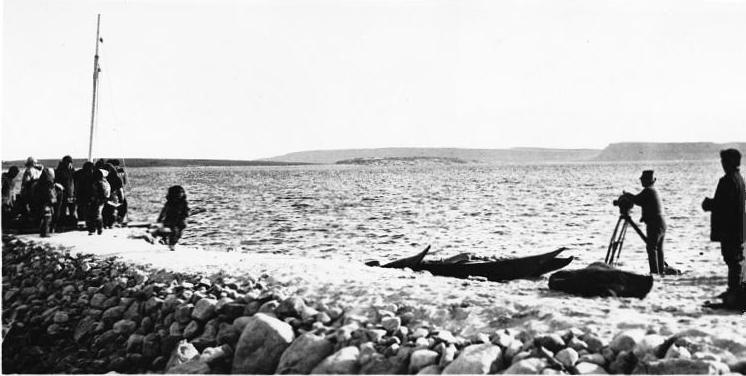
Flaherty filmant a Port Harrison el 1920

Després d'acabar els seus estudis d'enginyeria de mines, Flaherty va començar a treballar com explorador de mines de ferro per a una companyia ferroviària a la badia de Hudson, Canadà. El 1913, en la seva tercera expedició a la zona, el seu cap, sir William Mackenzie, li va proposar filmar amb una càmera la vida familiar dels oriünds de la zona. Flaherty va començar a interessar-se particularment pels Inuit, i va passar un llarg període filmant-los, fins al punt que va arribar a desatendre el seu veritable treball (encara que tampoc importava molt perquè qui veien els enregistraments que Flaherty anava filmant li demanaven imatges noves).
Abans de començar l'enregistrament de la pel·lícula, Flaherty va viure amb un Allakariallak (un home pertanyent als Inuit) i amb la resta de la seva família durant diversos mesos. Els primers enregistraments realitzats per Flaherty es van cremar en un incendi provocat per una burilla del mateix Flaherty, per la qual cosa no li va restar més remei que filmar de nou les imatges. Amb el temps, el mateix Flaherty va admetre que en el fons això l'havia beneficiat perquè els primers metres de pel·lícula mai li havien arribat a agradar. Quan va començar a enregistrar de nou la pel·lícula, Flaherty va optar per preparar tot el filmaria, fins i tot la fi del documentari. Nanook l'esquimal (1922) tindria moltíssim èxit de públic. Flaherty va aconseguir després un contracte amb la Paramount per a realitzar un altre documental en la línia de Nanook i Flaherty va marxar a Samoa per gravar Moana (1926). A pesar de les presses de la companyia, Flaherty no aconseguia gravar res interessant perquè el seu mètode consistia a viure durant un període amb els protagonistes de la seva història, observar-los, conèixer-los a fons i familiaritzar-se amb el seu estil de vida abans d'idear la mateixa història del documental.
L'enregistrament del documental va durar més d'un any (des d'abril de 1923 fins a desembre de 1924), i la pel·lícula no es va estrenar fins a gener de 1926. No obstant això, mai arribaria a l'èxit de Nanook l'esquimal.

## Filmografia
Pràcticament tots els films són visibles online.
- Nanuk l'esquimal (Nanook of the North) (1922)[2][3]
- Moana (1926).[4]
- The Twenty-four Dollar Island (1927) petit documental sobre Nova York.[5]
- Tabu (1931) co-dirigida amb F.W. Murnau.[6]
- Els homes d'Aran (Man of Aran) (1934).[7]
- El noi dels elefants (Elephant Boy) (1937).[8]
- The Land (1942)
- Louisiana Story (1948).[9]